# Schaueria calicotricha
Schaueria calicotricha là một loài thực vật có hoa trong họ Ô rô. Loài này được (Link & Otto) Nees miêu tả khoa học đầu tiên năm 1838.